# المعضلة الاجتماعية
المعضلة الاجتماعية أو المأزق الاجتماعي (بالإنجليزية: The Social Dilemma) هو فيلم دراما وثائقية أمريكي أُنشِئ في عام 2020 من إخراج جيف أورلوفسكي وكتابة أورلوفسكي وديفيز كومب وفيكي كورتيس. يستكشف الفيلم صعود وسائل التواصل الاجتماعي والأضرار التي سببتها وتُسببها للمجتمع، مع التركيز على استغلالها لمستخدميها؛ لتحقيق مكاسب مالية من خلال رأسمالية المراقبة والتنقيب في/عن البيانات، وكيف يهدف تصميمها إلى تنمية الإدمان، واستخدامه في السياسة؛ وللتأثير على الصحة العقلية (بما في ذلك الصحة العقلية للمراهقين وارتفاع معدلات انتحار المراهقين)، ودورها في نشر نظريات المؤامرة ومساعدة الجماعات مثل أصحاب الأرض المسطحة وسيادة البيض.
يعرض الفيلم مقابلات مع عالم أخلاقيات التصميم السابق في غوغل والمؤسس المشارك لمركز التكنولوجيا الإنسانية تريستان هاريس، وزميله المؤسس المشارك لمركز التكنولوجيا الإنسانية آزا راسكين، والمؤسس المشارك لـ أسانا Asana والمبدع المشارك لزر أعجبني في فيسبوك مثل جوستين روزنشتاين، والأستاذ في جامعة هارفارد شوشانا زوبوف، رئيس بنترست السابق تيم كيندال، ومديرة معهد آل ناو رشيدة ريتشاردسون، ومديرة أبحاث يوندر رينيه ديريستا، وآنا ليمبك، مديرة برنامج زمالة الطب في جامعة ستانفورد، ورائد الواقع الافتراضي جارون لانييه. في أنثاء عرض الوثائقي يتم الانتقال من المقابلة إلى مشاهد درامية تمثيلية من بطولة الممثلين سكايلر جيسوندو وكارا هايوارد وفنسنت كارثلايز، والتي تحكي قصة إدمان المراهق على وسائل التواصل الاجتماعي.
عُرض وثائقي المعضلة الاجتماعية لأول مرة في مهرجان صندانس السينمائي لعام 2020 وتم إصداره على نتفلكس في 9 سبتمبر 2020. الفيلم متوفر بالترجمة العربية على الإنترنت.

## آراء حول الفيلم
وصف مارك كينيدي من إيه بي سي نيوز الفيلم بأنه «نظرة مفتوحة على الطريقة التي تم بها تصميم وسائل التواصل الاجتماعي لخلق الإدمان والتلاعب في سلوكنا، كما أخبر بذلك بعض الأشخاص الذين أشرفوا على الأنظمة في أماكن مثل Facebook وGoogle وTwitter» وقال إنه «[سيجعلك] تريد على الفور إلقاء هاتفك الذكي في سلة المهملات [...] ثم رمي سلة المهملات على مسؤول تنفيذي في فيسبوك من خلال نافذته». ووفقًا لديفيد إيرليش، فإن الفيلم هو «التحليل المنفرد الأكثر وضوحًا وإيجازًا ورعبًا للغاية الذي تم إنشاؤه على الإطلاق بخصوص وسائل التواصل الاجتماعي». وذكرت مراجعة فاينانشيال تايمز أن الفيلم «يعرض بالتفصيل المستويات المرتفعة للاكتئاب بين الأطفال والمراهقين، والإبادة الجماعية في ميانمار، والمعلومات الخاطئة حول كوفيد، [و] يعرض الحقيقة الموضوعية لخطر التفكك الاجتماعي».

## روابط خارجية
- المعضلة الاجتماعية على موقع IMDb (الإنجليزية)
- المعضلة الاجتماعية على موقع ميتاكريتيك (الإنجليزية)
- المعضلة الاجتماعية على موقع روتن توميتوز (الإنجليزية)
- المعضلة الاجتماعية على موقع نتفليكس (الإنجليزية)
- المعضلة الاجتماعية على موقع ألو سيني (الفرنسية)
- المعضلة الاجتماعية على موقع أول موفي (الإنجليزية)
- المعضلة الاجتماعية على موقع فيلمافينيتي (الإسبانية)
- المعضلة الاجتماعية على موقع قاعدة بيانات الفيلم (الإنجليزية)
- المعضلة الاجتماعية على موقع ليتربوكسد (الإنجليزية)
- المعضلة الاجتماعية على موقع كينوبويسك (الروسية)